# Calibre 30 mm
La munición de calibre  30 mm se usa normalmente en cañones automáticos. En este se incluyen los cartuchos estándar de la OTAN 30 × 173 mm y 30 × 113 mm, y la munición soviética 30 × 165 mm, muy utilizadas en todo el mundo.

## Usos

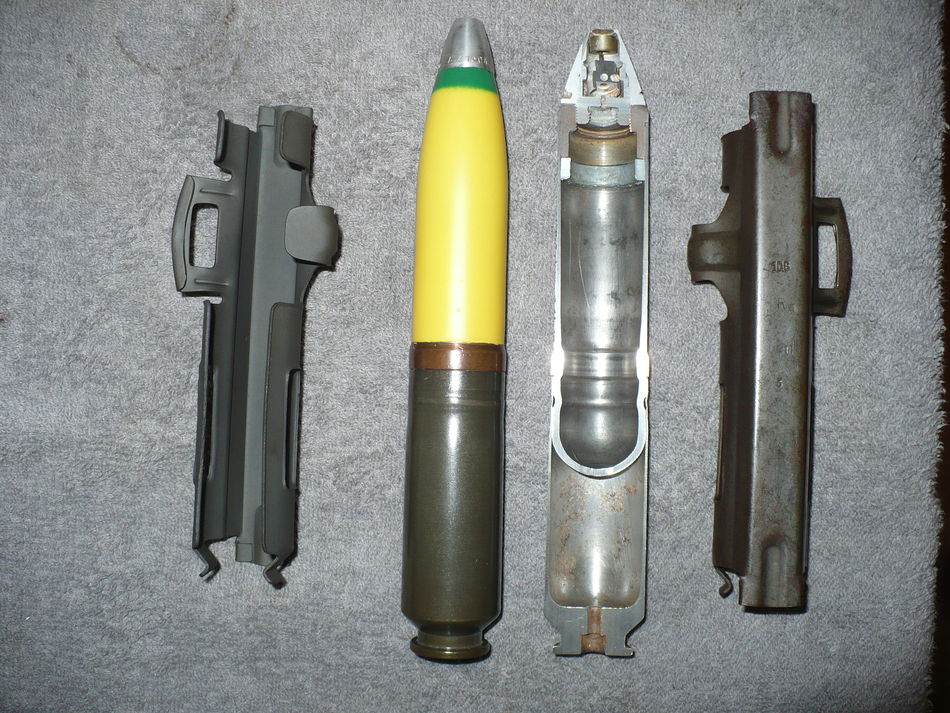
Corte transversal de un cartucho de calibre 30 mm

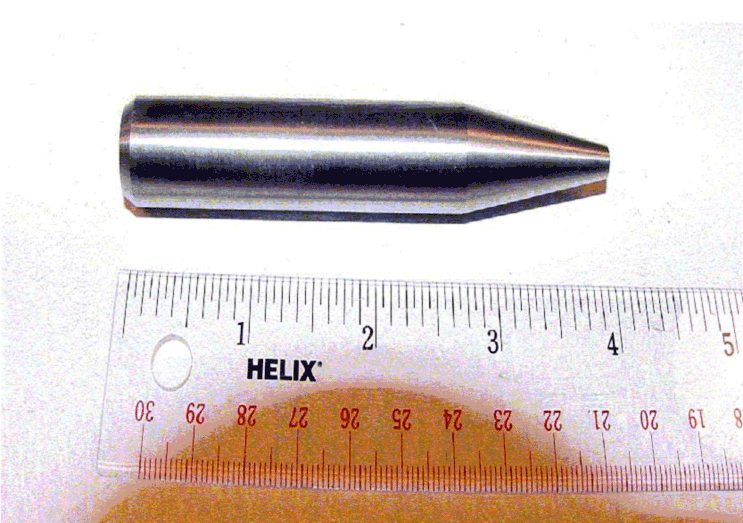
Munición del calibre 30 mm del tipo UD de tipo penetrador del tipo 30×173 mm, usada en el GAU-8.

La munición del calibre 30 mm es destinada típicamente como antimaterial, y no se suele usar de modo antipersonal. Los cartuchos de este calibre pueden usarse efectivamente contra construcciones y coches blindados tales como vehículos de infantería blindados, así como frente a búnkeres fortificados.
En las Fuerzas Armadas de Rusia el uso del calibre 30 mm está generalizado en toda variedad y tipo de vehículos blindados de los que dispone, incluyendo la aeronave de ataque a tierra Su-25, el helicóptero Mi-24 y en los helicópteros de ataque Mi-28, Ka-50, así como en la serie de vehículos blindados BMP-2, BMP-3, y BTR-90. La más moderna variedad de sistemas de armas antiaéreas en uso de Rusia están calibradas al estándar 30 mm. En los componentes militares de Estados Unidos el uso de cartuchos calibre 30 mm es mayoritario en armas y aeronaves, así como en blindados tales como el A-10 Thunderbolt II y el helicóptero de ataque AH-64 Apache. Se llegó incluso a emplear en un prototipo usado en el proyecto EFV hasta que dicho proyecto fuera cancelado.

## Tipos de munición

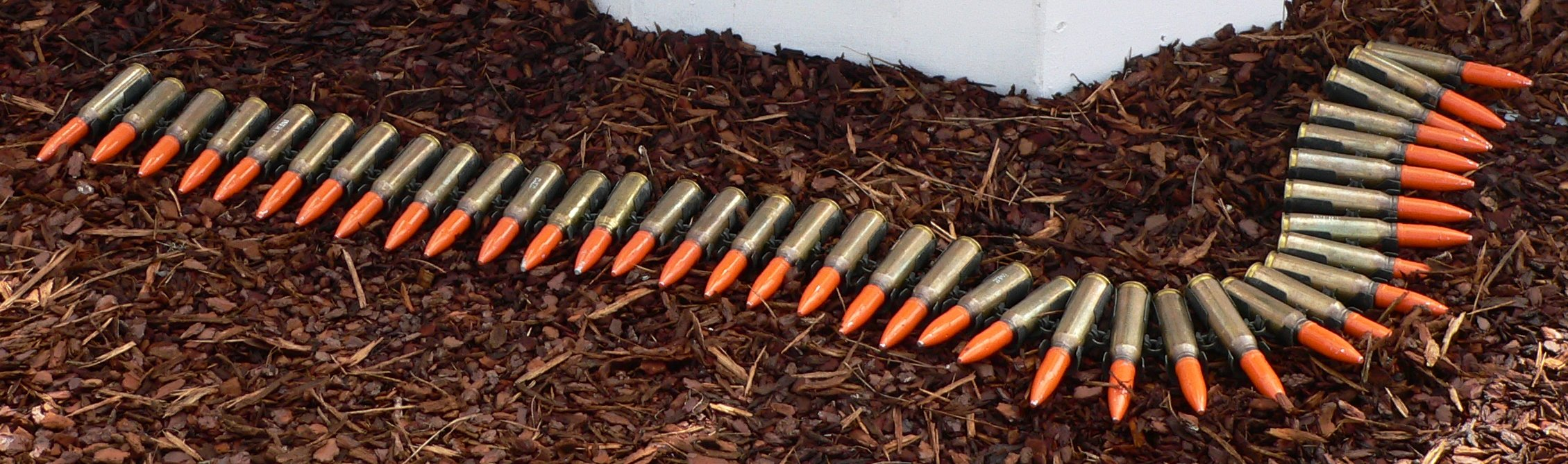
Munición de 30 mm Nexter para el cañón automático GIAT 30 del Eurocopter Tigre.

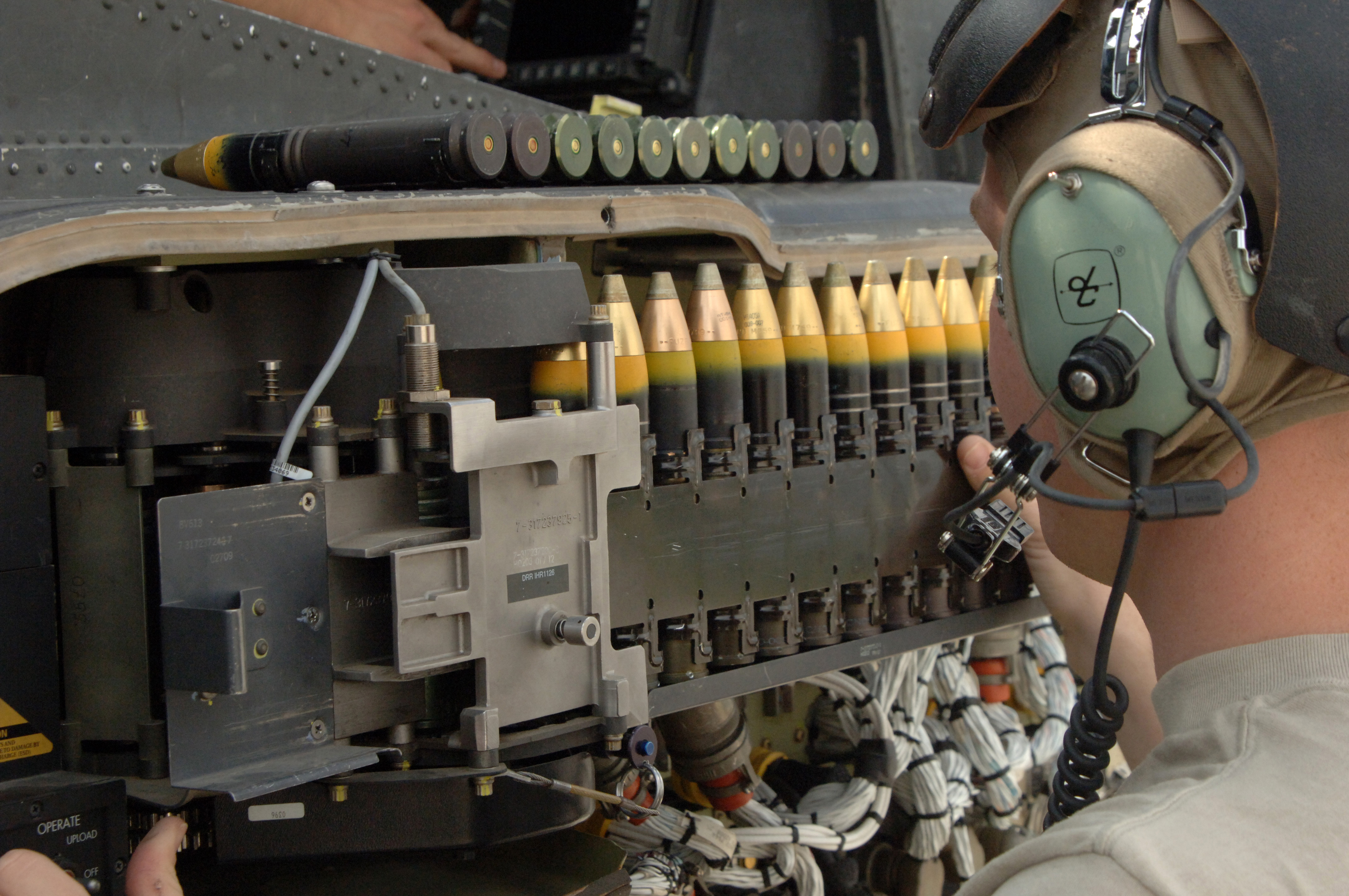
Munición 30 × 113 mm siendo cargada en un helicóptero AH-64 Apache.

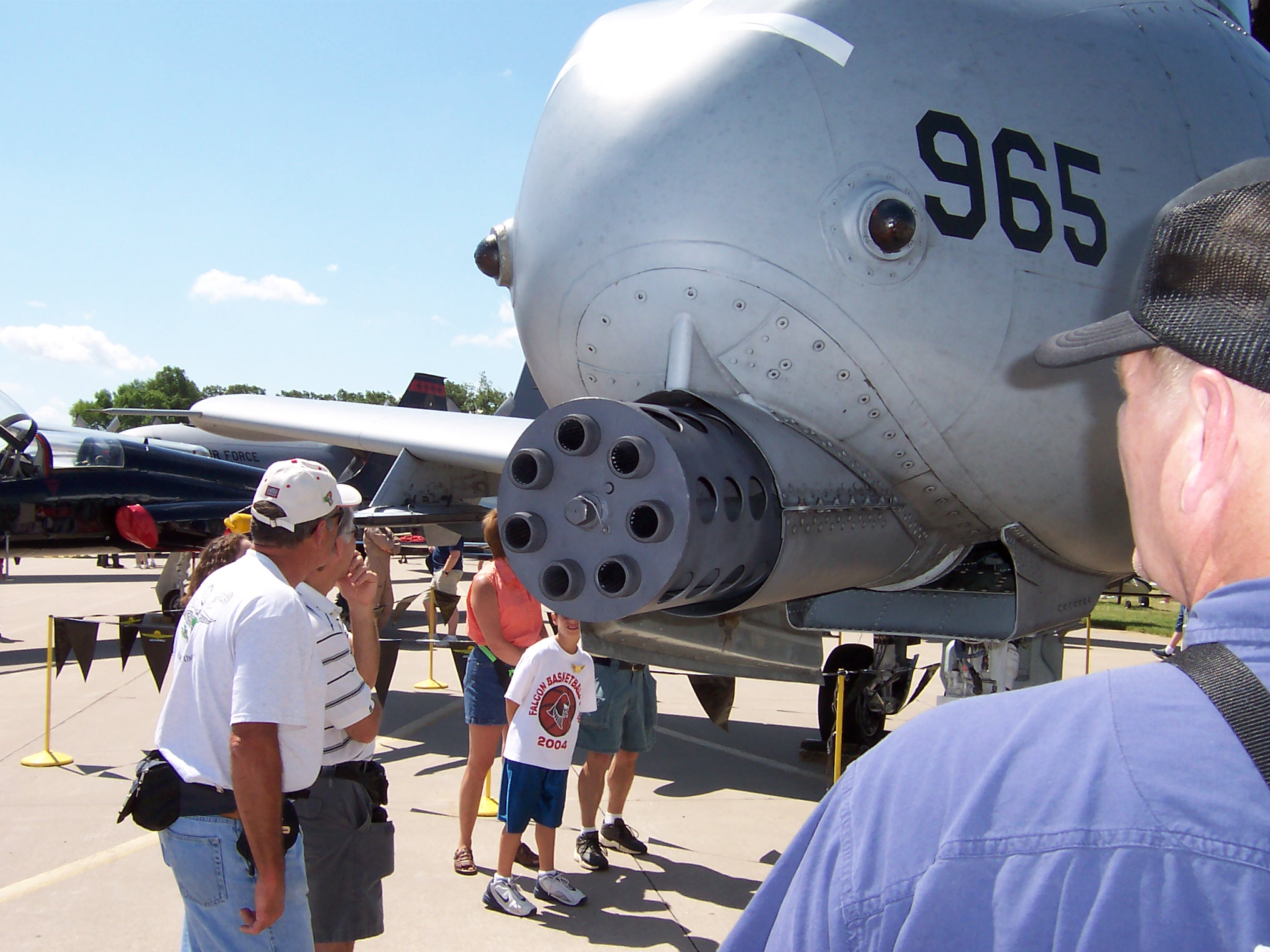
Cañón GAU-8 de un avión A-10 Thunderbolt II.

Tipos de cartuchos calibre 30 mm y cañones automáticos que los utilizan.
30 × 91 mm
- MK 108

30 × 113 mm
- Cañón de cadena Hughes M230
- Royal Small Arms Factory ADEN
- GIAT DEFA 550 (cañón revólver)

30 × 150 mm
- Cañón revólver GIAT 30

30 × 165 mm
- Gryazev-Shipunov GSh-30-2 (cañón automático doble)
- Gryazev-Shipunov GSh-301
- Gryazev-Shipunov GSh-6-30 (cañón rotativo)
- Cañón 2A42
- Cañón 2A72
- Cañón 2A38

30 × 170 mm
- RARDEN

30 × 173 mm
- General Electric GAU-8 Avenger (cañón rotativo)
- Mk44 Bushmaster II (cañón de cadena)
- Rheinmetall Mk30-2
- Rheinmetall Mk30-1

30 × 250 mm sin vaina
- Rheinmetall RMK30 (cañón automático sin retroceso)

Otros
- Oerlikon KCB
- Giat M781